# Марчелло Гамберіні
Марчелло Гамберіні (італ. Marcello Gamberini, нар. 10 жовтня 1961, Чезена) — італійський футболіст, що грав на позиції півзахисника.

## Клубна кар'єра
Народився 10 жовтня 1961 року в місті Чезена. Вихованець футбольної школи клубу «Болонья». Дорослу футбольну кар'єру розпочав 1979 року в основній команді того ж клубу, в якій за два сезони взяв участь у 12 матчах Серії A.
1981 року продовжив кар'єру у друголіговій «Катанії» і в подальшому на рівень найвищого італійського дивізіону вже не повертався. Погравши за декілька представників другого за силою італійського дивізіону і взявши участь загалом у 114 іграх на цьому рівні, левову частку кар'єри провів у командах третього і четвертого дивізіонів чемпіонату Італії.
У середині 1990-х, перебуваючи вже у поважному футбольному віці, взяв участь у декількох іграх швейцарської першості у складі «Базеля».
Завершував ігрову кар'єру на початку 2000-х на рівні аматорських команд.

## Виступи за збірну
1981 року провів три гри за юнацьку збірну Італії (U-20). Був у її складі учасником тогорічної молодіжної першості світу, на якій італійці припинили боротьбу вже на груповій стадії, програвши усі три матчі із загальним рахунком 1:6.